# Казарян, Татул Лаврентьевич
Татул Лаврентьевич Казарян (арм. Թաթուլ Լավրենտի Ղազարյան; 1978, Севкар — 19 октября 2020, Нагорный Карабах) — полковник Вооружённых сил Армении, участник Второй Карабахской войны, Национальный герой Армении (2021, посмертно).

## Биография
Родился в 1978 году. Окончи Севкарскую школу, после чего поступил в Образовательный институт имени Мелконяна в Никосии, продолжил затем обучение в Военном институте имени Вазгена Саркисяна. В 2010—2012 годах — слушатель Военной академии имени М. В. Фрунзе.
Воинскую службу проходил в разных частях Вооружённых сил Армении. С 2018 года — командир в/ч в городе Иджеван. Отмечен государственными наградами.
Участник Второй Карабахской войны. Погиб 19 октября 2020 года, эвакуируя с поля боя раненых бойцов.
Удостоен высшего звания Национального героя Армении 27 января 2021 года, о чём подписал указ Президент Армении Армен Саркисян, приняв соответствующее ходатайство премьер-министра Никола Пашиняна.

## Награды
- Медаль «За боевые заслуги» (1999)[5]
- Медаль «За заслуги перед Отечеством» 2-й степени (21 января 2015) — по случаю Дня Армии, за преданность делу защиты границ Родины[6]
- Орден Боевого креста I степени (2020, посмертно) — за вклад в оборону и безопасность Родины, за мужество и самоотверженность во время боевых действий[7]
- Орден Отечества и звание «Национальный герой Армении» (27 января 2021, посмертно) — за исключительные заслуги в деле защиты и обеспечения безопасности Родины, самоотверженность и отвагу, проявленные в ходе боевых действий[8].